# Fire in the Sky
Fire in the Sky je deváté studiové album americké rockové hudební skupiny Half Japanese. Vydáno bylo v roce 1992 společností Paperhouse Records. Album vyšlo v několika různých verzích s pozměněným pořadím písní. Na některých verzích se také nachází například coververze písně „I Heard Her Call My Name“ od kapely The Velvet Underground. Producentkou alba byla Maureen Tuckerová, která byla v šedesátých letech členkou právě skupiny The Velvet Underground. Tuckerová rovněž v některých písní hrála (kytara a bicí) a je i spoluautorkou několika písní.

## Seznam skladeb
| Pořadí | Název                   | Autor                                          | Délka |
| ------ | ----------------------- | ---------------------------------------------- | ----- |
| 1.     | UFO Expert              | Don Fleming, Jad Fair, John Sluggett           | 1:12  |
| 2.     | Tears Stupid Tears      | Daniel Johnston                                | 2:06  |
| 3.     | Eye of the Hurricane    | Hank Beckmeyer, Fair, Joe Martinelli, Sluggett | 2:50  |
| 4.     | This Could Be the Night | Fleming, Beckmeyer, Fair, Sluggett             | 4:37  |
| 5.     | Possum Head             | Fleming                                        | 2:43  |
| 6.     | It's a Clear Night      | Roky Erickson                                  | 3:01  |
| 7.     | Frosty                  | Fleming, Beckmeyer, Fair, Sluggett             | 2:41  |
| 8.     | Turn Your Life Around   | Fleming, Fair, Sluggett                        | 1:46  |
| 9.     | I Love a Mystery        | Fleming, Beckmeyer, Fair, Sluggett             | 2:55  |
| 10.    | 12 Houses               | Fleming, Beckmeyer, Fair, Sluggett             | 2:58  |
| 11.    | Hangar 18               | Fleming, Fair, Sluggett                        | 2:53  |
| 12.    | Magic Kingdom           | Fleming, Beckmeyer, Fair, Sluggett             | 2:27  |
| 13.    | It's No Wonder          | Beckmeyer, Fair, Sluggett, Maureen Tuckerová   | 3:04  |
| 14.    | Fire in the Sky         | Beckmeyer, Fair, Martinelli, Sluggett          | 2:23  |
| 15.    | Good Luck               | Fleming, Beckmeyer, Fair, Sluggett             | 0:55  |
| 16.    | Gates of Glory          | Fleming, Beckmeyer, Fair, Sluggett, Tuckerová  | 2:26  |

## Obsazení
- Jad Fair – zpěv
- Don Fleming – kytara, varhany, zpěv
- John Sluggett – kytara, baskytara, klavír, bicí, doprovodné vokály
- Hank Beckmeyer – kytara, baskytara, doprovodné vokály
- Maureen Tuckerová – kytara, bicí
- Ira Kaplan – kytara
- David Doris – saxofon